# Un cappello pieno di pioggia (film)
Un cappello pieno di pioggia (A Hatful of Rain) è un film del 1957 di Fred Zinnemann in Cinemascope adattato dall'omonimo dramma teatrale di Michael V. Gazzo.

## Trama
Reduce dalla guerra di Corea, Johnny Pope è diventato morfinomane e perciò i suoi rapporti con l'ignara moglie Celia, che aspetta un figlio e teme che il marito la tradisca, e con suo fratello Polo si fanno sempre più difficili. Il ritorno del padre, John sr., catalizza il dramma fra i personaggi.

## Riconoscimenti
- Mostra del cinema di Venezia 1957: Coppa Volpi per la migliore interpretazione maschile (Anthony Franciosa), Premio FIPRESCI, Premio OCIC.
- Franciosa fu anche candidato ai premi Oscar e Golden Globe.
- Nel 1957 il National Board of Review of Motion Pictures l'ha inserito nella lista dei migliori dieci film dell'anno.